# 雪ノ下
雪ノ下（ゆきのした）は神奈川県鎌倉市鎌倉地域にある地名。現行行政地名は雪ノ下一丁目から雪ノ下五丁目と大字雪ノ下。住居表示は丁目あり区域は実施済み区域、大字は未実施区域。
もともとは鶴岡八幡宮背後の地域を指していたが、次第に拡大し境内とその周辺を指すようになった。

## 歴史・由来
吾妻鏡によると、建久2年（1191年）2月17日に降雪が5寸になった雪見のため、鶴岡八幡宮を訪れた源頼朝が佐々木盛綱らに山辺の雪を長櫃に入れて夏に備えて貯蔵させたことが由来とされる。地名は吾妻鏡の建保元年（1213年）正月四日に初見される。源実朝を暗殺した公暁は、雪ノ下の本坊（別当坊）に逃れた。
応永24年（1417年）1月に関東管領上杉禅秀は挙兵して鎌倉公方足利持氏を追放するが、敗れて雪ノ下で自刃している（上杉禅秀の乱）。
江戸時代初期に「雪ノ下村」の地名が現れ、明治22年（1889年）まで続く。明治27年（1894年）に鎌倉町に編入され、昭和41年（1966年）に住居表示に伴い雪ノ下一丁目-四丁目となった。平成3年（1991年）に浄明寺からの移管で雪ノ下五丁目が編入・追加された。小町通りは、南半分の周辺が小町、北半分の周辺が雪ノ下である。

## 地価
住宅地の地価は、2023年（令和5年）1月1日の公示地価によれば、雪ノ下5-4-11の地点で20万1000円/m2となっている。

## 世帯数と人口
2023年（令和5年）9月1日現在（鎌倉市発表）の世帯数と人口は以下の通りである。
| 大字・丁目   | 世帯数    | 人口    |
| ------------ | --------- | ------- |
| 雪ノ下       | 23世帯    | 49人    |
| 雪ノ下一丁目 | 463世帯   | 1,030人 |
| 雪ノ下二丁目 | 159世帯   | 364人   |
| 雪ノ下三丁目 | 241世帯   | 513人   |
| 雪ノ下四丁目 | 345世帯   | 716人   |
| 雪ノ下五丁目 | 37世帯    | 78人    |
| 計           | 1,268世帯 | 2,750人 |

### 人口の変遷
国勢調査による人口の推移。
| 年                 | 人口  |
| ------------------ | ----- |
| 1995年（平成7年）  | 3,191 |
| 2000年（平成12年） | 3,023 |
| 2005年（平成17年） | 3,151 |
| 2010年（平成22年） | 3,070 |
| 2015年（平成27年） | 2,919 |
| 2020年（令和2年）  | 2,788 |

### 世帯数の変遷
国勢調査による世帯数の推移。
| 年                 | 世帯数 |
| ------------------ | ------ |
| 1995年（平成7年）  | 1,257  |
| 2000年（平成12年） | 1,252  |
| 2005年（平成17年） | 1,333  |
| 2010年（平成22年） | 1,334  |
| 2015年（平成27年） | 1,301  |
| 2020年（令和2年）  | 1,265  |

## 学区
市立小・中学校に通う場合、学区は以下の通りとなる（2017年7月時点）。
| 大字・丁目   | 番地     | 小学校             | 中学校             |
| ------------ | -------- | ------------------ | ------------------ |
| 雪ノ下       | 全域     | 鎌倉市立第二小学校 | 鎌倉市立第二中学校 |
| 雪ノ下一丁目 | 10～16番 | 鎌倉市立第二小学校 | 鎌倉市立第二中学校 |
| 雪ノ下一丁目 | 1～9番   | 鎌倉市立御成小学校 | 鎌倉市立御成中学校 |
| 雪ノ下二丁目 | 2～18番  | 鎌倉市立御成小学校 | 鎌倉市立御成中学校 |
| 雪ノ下二丁目 | 1番      | 鎌倉市立第二小学校 | 鎌倉市立第二中学校 |
| 雪ノ下三丁目 | 全域     | 鎌倉市立第二小学校 | 鎌倉市立第二中学校 |
| 雪ノ下四丁目 | 全域     | 鎌倉市立第二小学校 | 鎌倉市立第二中学校 |
| 雪ノ下五丁目 | 全域     | 鎌倉市立第二小学校 | 鎌倉市立第二中学校 |

## 事業所
2021年（令和3年）現在の経済センサス調査による事業所数と従業員数は以下の通りである。
| 大字・丁目   | 事業所数  | 従業員数 |
| ------------ | --------- | -------- |
| 雪ノ下       | 6事業所   | 44人     |
| 雪ノ下一丁目 | 214事業所 | 1,122人  |
| 雪ノ下二丁目 | 35事業所  | 328人    |
| 雪ノ下三丁目 | 64事業所  | 337人    |
| 雪ノ下四丁目 | 23事業所  | 171人    |
| 雪ノ下五丁目 | 2事業所   | 12人     |
| 計           | 344事業所 | 2,014人  |

### 事業者数の変遷
経済センサスによる事業所数の推移。
| 年                 | 事業者数 |
| ------------------ | -------- |
| 2016年（平成28年） | 323      |
| 2021年（令和3年）  | 344      |

### 従業員数の変遷
経済センサスによる従業員数の推移。
| 年                 | 従業員数 |
| ------------------ | -------- |
| 2016年（平成28年） | 1,960    |
| 2021年（令和3年）  | 2,014    |

## 交通

### 道路
- 神奈川県道21号横浜鎌倉線
- 神奈川県道204号金沢鎌倉線

## 施設

### 名所・旧跡
- 鶴岡八幡宮
- 鎌倉文華館鶴岡ミュージアム - 鶴岡八幡宮の境内にある
- 鎌倉国宝館 - 鶴岡八幡宮の境内にある
- 段葛
- 川喜多映画記念館
- 鏑木清方記念美術館

### その他
- 鎌倉雪ノ下郵便局
- 三井住友銀行 鎌倉支店
- 横浜国立大学教育学部附属鎌倉小学校
- 横浜国立大学教育学部附属鎌倉中学校
- 清泉小学校

## その他

### 日本郵便
- 郵便番号 : 248-0005[3]（集配局 : 鎌倉郵便局[17]）。